# Фонетичний правопис
Фонетичний правопис — різновид правопису, за яким написання слова відповідає його літературній вимові. Один з двох різновидів правопису, на які спирається сучасна українська.

## Фонетичний правопис в українській мові
На першому етапі розвитку українського правопису, що тривав від XI до XVI ст. використовували слов'янський правопис, який започаткували творці слов'янської азбуки. Другий етап історії українського правопису започаткував у 1619 році Мелетій Смотрицький своєю працею «Ґрамматіка славенскія правилноє синтагма». Він старослов'янську мову (староукраїнську писемність) почав пристосовувати до української фонетики. На цьому етапі відбулося розмежування значень букв Г і Ґ, запроваджено буквосполучення ДЖ і ДЗ, що позначали відповідні українські звуки, узаконено вживання букви Й.
Фонетичним правописом азбукою «гражданка» була надрукована збірка «Руської трійці» «Русалка Дністровая».
На третьому етапі у XIX ст. відбувалися спроби удосконалення правопису сучасної української мови. Найвідомішими варіантами фонетичного правопису цього етапу були «кулішівка», «драгоманівка» та «желехівка». Б. Грінченко у виданому ним чотиритомному «Словарі української мови» (1907—1909) з певними корективами вжив желехівку. Більшість правописних правил словника діють і дотепер. Найсучаснішим нефонетичним правописом була «азарівка».
У сучасному українському правописі застосовуються чотири принципи: фонетичний, морфологічний, історичний і розрізнювальний. Загалом український правопис можна визначити як фонетично-морфологічний.